# Kılıç Arslan III
Kılıç Arslan III (en turco: III. Kılıç Arslan, en persa: قلج ارسلان) fue sultán de Rum efímeramente, entre 1204 y 1205.
En 1204, al morir su padre Solimán II, Kılıç Arslan III tenía tres años y era, por tanto, demasiado joven para reinar. Fue derrocado al punto por Kaikosru I con la ayuda de mercenarios de su suegro Manuel Maurozomes. Kaikosru recobró así en 1205 el trono que le había arrebatado el difunto Solimán en 1197. 
| Precedido por Solimán II | Sultán de Rum 1204-1205 | Sucedido por Kaikosru I |